# Gianni Beschin
Gianni Beschin (Cologna Veneta, 15 februari 1953 - Corigliano-Rossano in Cosenza, 12 februari 2021) was een voetbalscheidsrechter uit Italië, die actief was op het hoogste niveau van 1987 tot 1998. Beschin maakte zijn debuut in de hoogste afdeling van het Italiaanse voetbal (Serie A) op 27 november 1988 in de wedstrijd Atalanta Bergamo–Pescara (0-0). Hij floot in totaal 100 wedstrijden in de Serie A en 75 duels in de Serie B.

## Statistieken
| Seizoen   | Competitie | Duels | Kaarten    | Kaarten                                    | Kaarten     | Pen. |
| Seizoen   | Competitie | Duels | Kreeg geel | Kreeg voor de tweede keer geel en dus rood | Weggestuurd | Pen. |
| --------- | ---------- | ----- | ---------- | ------------------------------------------ | ----------- | ---- |
| 1988–1989 | Serie A    | 4     | 10         | 0                                          | 0           | 1    |
| 1989–1990 | Serie A    | 11    | 49         | 0                                          | 0           | 4    |
| 1990–1991 | Serie A    | 15    | 52         | 0                                          | 7           | 3    |
| 1991–1992 | Serie A    | 13    | 39         | 2                                          | 1           | 8    |
| 1992–1993 | Serie A    | 14    | 48         | 1                                          | 2           | 3    |
| 1993–1994 | Serie A    | 15    | 53         | 0                                          | 1           | 3    |
| 1994–1995 | Serie A    | 12    | 39         | 1                                          | 6           | 6    |
| 1995–1996 | Serie A    | 9     | 36         | 1                                          | 1           | 4    |
| 1996–1997 | Serie A    | 7     | 22         | 1                                          | 0           | 4    |
| Totaal    | Totaal     | 100   | 348        | 6                                          | 18          | 36   |